# June Spencer
June Rosalind Spencer (Nottingham, 14 giugno 1919 – Leatherhead, 8 novembre 2024) è stata un'attrice britannica, nota per il ruolo di Peggy Woolley nella soap opera della BBC Radio 4 The Archers. Spencer interpretò il personaggio dal 1950 al 1953 e, dopo una pausa, riprese la recitazione dal 1962 fino al 2022.

## Biografia
Spencer lasciò la Nottingham Girls' High School per unirsi a una società drammatica amatoriale ottenendo in seguito un diploma alla Guildhall School of Music and Drama di Londra. Interpretò il ruolo di Peggy Woolley per oltre sessant'anni, a partire dall'episodio pilota nel 1950 e terminando il 31 luglio 2022, rimanendo l'unica attrice del cast originale. Nel 1953 lasciò la serie per prendersi cura della sua famiglia e il ruolo di Peggy fu affidato a Thelma Rogers.
June Spencer ritornò poi due volte nella serie per interpretare un altro personaggio, Rita Flynn, la prima volta dal 1956 al 1958 e di nuovo dal 1961. Nel 1962, Thelma Rogers lasciò The Archers per ritornare a teatro e quindi lei riprese nuovamente il ruolo di Peggy. Apparve anche in televisione in Songs of Praise e nella soap opera Doctors. 
Il suo ritiro da The Archers, all'età di 103 anni, fu annunciato dalla BBC l'8 agosto 2022. Il suo ex co-protagonista Graham Seed la elogiò per la sua "straordinaria forza e resilienza".
June Spencer è morta l'8 novembre 2024, all'età di 105 anni.

## Vita privata
june Spencer fu ospite di Desert Island Discs il 28 febbraio 2010, dove raccontò la lunga trama di The Archers in cui Jack Woolley, marito del personaggio da lei interpretato, era affetto dalla malattia di Alzheimer, e di suo marito nella vita reale, Roger Broxom, morto a soli 59 anni per la stessa malattia nel 2001. La coppia adottò due bambini: prima un maschio, David, e poi, 30 mesi dopo, una femmina, Ros. L'attrice compì 100 anni il 14 giugno 2019.

## Riconoscimenti
Il 12 luglio 2012, June Spencer ricevette una laurea ad honorem dall'Università di Nottingham come dottore in lettere per i suoi servizi alla radiodiffusione. Le fu anche assegnato un premio alla carriera ai BBC Audio Drama Awards 2014. Fu nominata Ufficiale dell'Ordine dell'Impero Britannico (OBE) nel 1991, e Commendatore dell'Ordine dell'Impero Britannico (CBE) nel 2017, durante il Birthday Honours, per i servizi al teatro e alla beneficenza.